# Szélesfarkú kolibri
A szélesfarkú kolibri (Selasphorus platycercus) a madarak osztályának sarlósfecske-alakúak (Apodiformes) rendjébe és a kolibrifélék (Trochilidae) családjába tartozó faj.

## Rendszerezése
A fajt William John Swainson angol ornitológus írta le 1827-ben, a Trochilus nembe Trochilus platycercus néven.

## Előfordulása
Az Amerikai Egyesült Államokban fészkel, eljut Kanada, Mexikó és Guatemala területére is. Természetes élőhelyei a mérsékelt övi erdők, szubtrópusi és trópusi lombhullató erdők és hegyi esőerdők, valamint cserjések és füves puszták. Vonuló faj.

## Megjelenése
Testhossza 10 centiméter, testtömege 2–4 gramm.
|  |  |

## Életmódja
Nektárral táplálkozik.

## Természetvédelmi helyzete
Az elterjedési területe rendkívül nagy, egyedszáma pedig stabil. A Természetvédelmi Világszövetség Vörös listáján nem fenyegetett fajként szerepel.